# Broos (film)
Broos is een Nederlandse film uit 1997 van Mijke de Jong. Het stuk was eerst als toneelstuk uitgebracht in 1995, gebaseerd op het boek Vrouwen Decamerone van Julia Voznesenskaja. De vijf hoofdrolspeelsters ontvingen gezamenlijk een Gouden Kalf voor hun rollen in de film.

## Plot
Vijf zusters komen bij elkaar in een vakantiehuisje om te bespreken wat ze gaan doen rond het 40-jarige huwelijksfeest van hun ouders. Al gauw breekt er ruzie tussen de dames uit en oud zeer wordt uitgepraat. Dan komt er een groot geheim boven water, waar de dames al een tijd mee worstelen. Het gaat hierbij om hun vader die een tijdje van hun moeder is weggegaan, ieder heeft zo zijn eigen theorie over deze periode.

## Cast
| Acteur          | Personage |
| --------------- | --------- |
| Marnie Blok     | Teddy     |
| Lieneke le Roux | Lian      |
| Maartje Nevejan | Leen      |
| Leonoor Pauw    | Muis      |
| Adelheid Roosen | Carlos    |